# Cypress Quarters
Cypress Quarters est une census-designated place du comté d'Okeechobee, dans l'État de Floride, aux États-Unis,. En 2020, elle compte une population de 1 029 habitants.